# Fatumanga
Fatumanga (auch: Fatoumanga, Fatumaga) ist eine Insel in der tonganischen Inselgruppe Vavaʻu.

## Geographie
Fatumanga ist die südwestlichste Insel des Archipels. Die nächstgelegenen Inseln sind Totokamaka und Muʻomuʻa.
Im Umkreis liegen die Riffe Fotuaikamoana, Lua Atofuaa und Finau Patches.

## Klima
Das Klima ist tropisch heiß, wird jedoch von ständig wehenden Winden gemäßigt. Ebenso wie die anderen Inseln der Vavaʻu-Gruppe wird Fatumanga gelegentlich von Zyklonen heimgesucht.